# Tsūtenkaku
Tsūtenkaku (通天閣?, Tsūtenkaku, lett. "Torre che tocca il cielo"), di proprietà della Tsūtenkaku Kanko Ltd., è uno dei più famosi edifici di Osaka, in Giappone. Vera attrazione per i visitatori, sorge nel distretto Shinsekai di Naniwa-ku, Ebisu Higashi 1-18-6.
Raggiunge un'altezza di 103 metri: il principale piano panoramico si trova a un'altezza di 91 metri.

## Storia
L'attuale torre è il secondo edificio a occupare il sito. La torre originale, progettata sul modello della Torre Eiffel, fu costruita nel 1912, e venne collegata all'adiacente luna park attraverso una funivia. Nel periodo della prima costruzione, la torre raggiungeva 64 metri di altezza ed era il secondo edificio più alto dell'Asia. È diventata rapidamente una delle attrazioni più popolari della città, richiamando visitatori da molte parti del Giappone. La struttura originale si incendiò nel 1943 e venne seriamente danneggiata, tanto che si preferì smontarla e utilizzarne l'acciaio nello sforzo bellico.
Dopo la fine della guerra, molti cittadini si riunirono per ricostruire la torre. Venne fondata la società privata Tsūtenkaku Kanko che selezionò Tachū Naitō, in Giappone considerato il "Padre delle Torri" , per progettarla una seconda volta. La nuova struttura ottagonale venne inaugurata nel 1956.
Sul piano panoramico al quinto piano è esposta una statuetta in legno di Billiken, il dio della felicità o "delle cose così come dovrebbero essere". Creata dall'americana Florence Pretz, insegnante d'arte e illustratrice, la statuetta arrivò in Giappone probabilmente nel 1910 e fu inizialmente esposta dentro il Luna park di Osaka appena aperto; nel 1923 il parco chiuse i battenti e la statuetta andò perduta. Ritenuta importante per la rinascita della torre, da una vecchia fotografia dell'originale venne creata una copia esposta nella torre dal 1979; da quel momento la statuetta fu sempre associata alla torre ed è diventata un simbolo augurante buona fortuna. Ogni anno migliaia di visitatori mettono monetine nella sua cassetta per le offerte e sfregano le piante dei suoi piedi per vedere ogni desiderio esaudito.
La torre è inoltre famosa per le sue luci al neon che vengono ciclicamente cambiate dopo pochi anni dall'installazione (vennero spente solo nel 1974-1976 a causa della crisi petrolifera) e che pubblicizzano la società Hitachi che sovvenziona la torre dal 1957; un lato della torre è comunque adibito a spazio per annunci di pubblica utilità.

## Accesso
- JR West, Linea Circolare di Ōsaka e linea Yamatoji, Stazione di Shin-Imamiya, Uscita EST (10 minuti a piedi)
- Ferrovie Nankai, Linea principale Nankai e linea Nankai Kōya, stazione Shin-Imamiya, Uscita EST (10 minuti a piedi)
- Metropolitana di Osaka, Linea Sakaisuji (Linea Marrone), Stazione di Ebisuchō Uscita 3 (3 minuti a piedi)
- Metropolitana di Osaka, Linea Midōsuji (Linea Rossa), Stazione di Dōbutsuen-mae, Uscita 5 (10 minuti a piedi)
- Tram: Linea Hankai, Stazione Ebisuchō (3 minuti a piedi)

## Galleria d'immagini

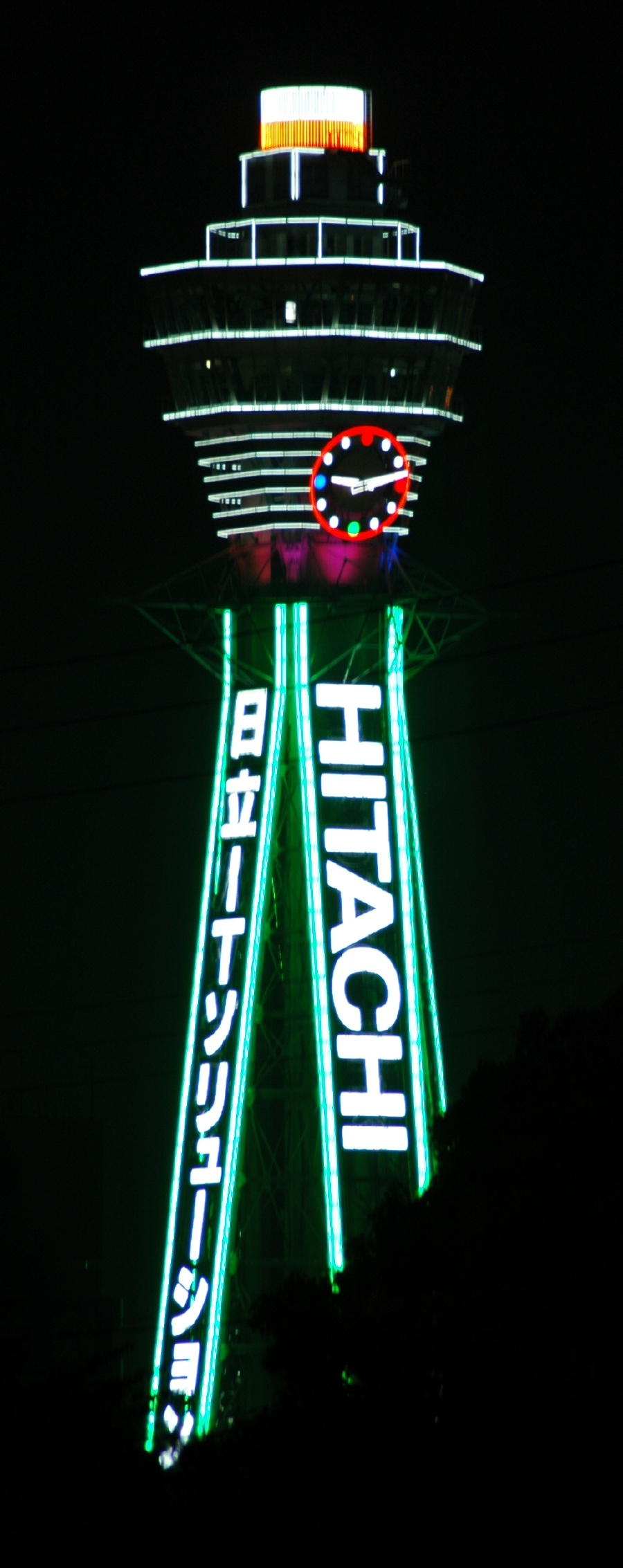
Visuale notturna della torre.
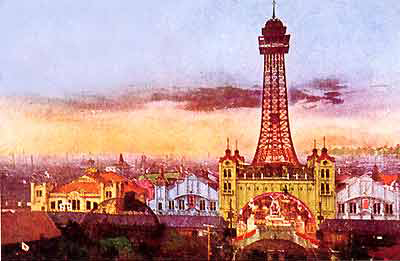
Luna Park Shinsekai, ca. 1912. Una funivia collegava il Parco (chiuso nel 1923) con la torre originale.
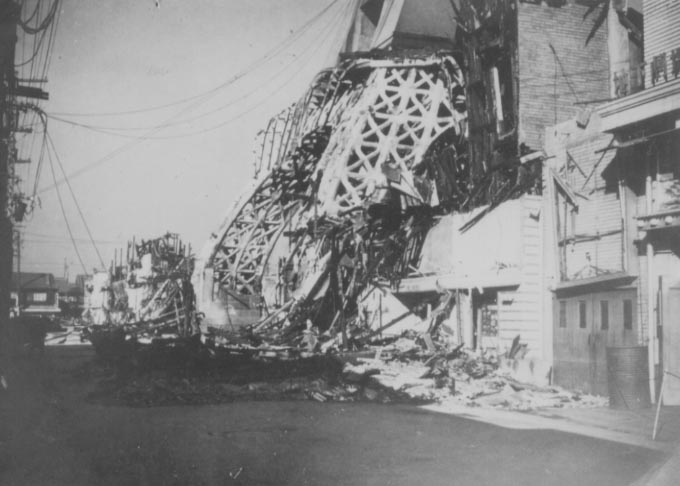
Danni dell'incendio subito dalla torre originale nel 1943.
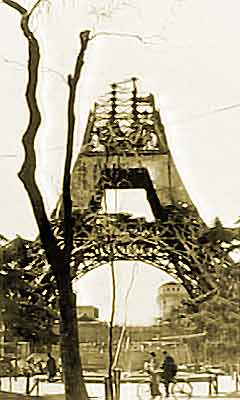
Demolizione della prima torre Tsutenkaku.
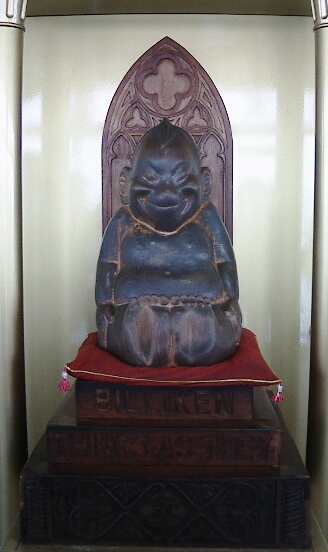
La copia della statuetta presente nella torre dal 1979.